# Sára Karasová
Sára Karasová (2 de mayo de 2001) es una deportista checa que compite en tiro, en la modalidad de rifle. Ganó una medalla de oro en el Campeonato Europeo de Tiro de 2024, en la prueba de rifle en posición tendida 50 m.

## Palmarés internacional
| Campeonato Europeo | Campeonato Europeo | Campeonato Europeo | Campeonato Europeo         |
| Año                | Lugar              | Medalla            | Prueba                     |
| ------------------ | ------------------ | ------------------ | -------------------------- |
| 2024               | Osijek (Croacia)   | Medalla de oro     | Rifle en pos. tendida 50 m |